# مندی لادیش
مندی لادیش (انگلیسی: Mandy Laddish؛ زادهٔ ۱۳ مهٔ ۱۹۹۲) بازیکن فوتبال اهل ایالات متحده آمریکا است.
از باشگاه‌هایی که در آن بازی کرده‌است می‌توان به اف سی کانزاس سیتی اشاره کرد.
وی همچنین در تیم‌های ملی فوتبال United States women's national under-17 soccer team و United States women's national under-20 soccer team بازی کرده‌است.